# Vệ binh dải Ngân Hà 2
Vệ binh dải Ngân Hà 2 (tựa gốc tiếng Anh: Guardians of the Galaxy Vol. 2) là một phim điện ảnh siêu anh hùng của Mỹ năm 2017 dựa trên đội siêu anh hùng Vệ binh dải Ngân Hà của Marvel Comics. Phim được sản xuất bởi hãng Marvel Studios và phân phối bởi Walt Disney Studios Motion Pictures. Đây là phần tiếp theo của Vệ binh dải Ngân Hà (2014) và đồng thời cũng là phim điện ảnh thứ 15 trong Vũ trụ Điện ảnh Marvel. Phim do James Gunn đạo diễn và viết kịch bản, với sự tham gia diễn xuất của Chris Pratt, Zoe Saldana, Dave Bautista, Vin Diesel, Bradley Cooper, Michael Rooker, Karen Gillan, Pom Klementieff, Elizabeth Debicki, Chris Sullivan, Sean Gunn, Sylvester Stallone và Kurt Russell. Nội dung của Vệ binh dải Ngân Hà 2 xoay quanh cuộc hành trình đi khắp vũ trụ của đội Vệ binh để giúp Peter Quill tìm hiểu về nguồn gốc thực sự của mình.
Dự án phim được chính thức công bố lần đầu tiên tại sự kiện San Diego Comic-Con International năm 2014, trước khi phần phim đầu tiên được công chiếu, cùng với việc xác nhận đạo diễn James Gunn sẽ tiếp tục công việc của mình trong phần phim thứ hai. Tựa đề của Vệ binh dải Ngân Hà 2 được tiết lộ một năm sau đó vào tháng 6 năm 2015. Quá trình quay phim chính được bắt đầu từ tháng 6 năm 2016 tại Pinewood Atlanta Studios ở Quận Fayette, Georgia, với những thay đổi lớn về đội ngũ thực hiện so với phần phim trước đó do mắc phải nhiều vấn đề. Phim được đóng máy vào tháng 6 năm 2016. Đạo diễn James Gunn đặt phim trong bối cảnh một thời gian ngắn sau khi các sự kiện trong phần phim đầu kết thúc nhằm khai thác sâu hơn vào vai trò của các thành viên trong đội Vệ binh, và cũng để tiếp nối câu chuyện xuyên suốt trong phần phim đầu về người cha bí ẩn của Quill. Russell được xác nhận sẽ đảm nhiệm vai diễn Ego vào tháng 7 năm 2016, một hướng đi mới so với nhân vật cha của Quill trong nguyên tác truyện tranh.
Vệ binh dải Ngân Hà 2 được công chiếu ra mắt tại Tokyo vào ngày 10 tháng 4 năm 2017 và được phát hành tại Mỹ vào ngày 5 tháng 5 năm 2017 dưới định dạng 3D và IMAX 3D. Tại Việt Nam, phim được khởi chiếu sớm hơn một tuần vào ngày 28 tháng 4 năm 2017. Phim đã thu về hơn $863,6 triệu USD toàn cầu, trở thành phim điện ảnh có doanh thu cao thứ ba năm 2017 tính đến tháng 7, vượt mốc doanh thu 773 triệu USD của phần phim đầu tiên

## Nội dung
Sau chiến công năm 2014, Peter Quill, Gamora, Drax, Rocket và Baby Groot nổi tiếng là những "Vệ binh dải Ngân hà". Ayesha, lãnh đạo của chủng tộc Sovereign, thuê các Vệ binh bảo vệ pin quý khỏi một con quái vật để đổi lấy cô em gái Nebula của Gamora, bị bắt khi tìm cách đánh cắp pin. Sau khi phát hiện Rocket đánh cắp một số pin cho mình, Sovereign tấn công tàu của các Vệ binh với một hạm đội máy bay không người lái. Tàu của đội Vệ binh đáp khẩn cấp một hành tinh gần đó. Một con tàu lạ màu trắng xuất hiện, tiêu diệt những chiếc máy bay không người lái, đáp xuống. Người đàn ông bước ra giới thiệu mình là Ego và người còn lại là hầu cận Mantis. Ego cho biết ông chính là cha Quill, đồng thời mời Gamora và Drax tới hành tinh của ông, trong khi Rocket và Groot ở lại để sửa chữa con tàu và canh chừng Nebula.
Ayesha thuê Yondu Udonta và đội của mình, những người đã bị khai trừ khỏi hội đồng Ravager vì buôn bán trẻ em, để bắt lại các Vệ binh. Họ bắt được Rocket, nhưng khi Yondu đang do dự có nên bắt Quill, người mà ông nuôi dạy từ nhỏ, trung úy Taserface dẫn đầu một cuộc nổi loạn với sự trợ giúp của Nebula. Taserface giam Rocket và Yondu trên tàu và giết những người trung thành với Yondu (trừ Kraglin do không bộc lộ thái độ).
Nebula bỏ đi và tìm cách tấn công Gamora, người mà cô đổ lỗi cho tất cả những đầy đọa bởi cha cô, Thanos. Trong khi bị cầm tù, Rocket và Yondu bắt tay với nhau. Họ cùng với Groot và Kraglin phá hủy con tàu và tiêu diệt toàn bộ kẻ phản bội, nhưng không kịp ngăn Taserface báo cáo cho Sovereign.
Ego cho biết mình là một Celestial đã điều khiển vật chất xung quanh bằng ý thức của mình để hình thành nên hành tinh riêng - vỏ bọc cho cơ thể thật là một bộ não. Ông ta thích đi du hành vũ trụ và khám phá mọi nơi bằng hiện thân hình người, và đã yêu Meredith, mẹ của Quill. Ego đã thuê Yondu để đưa Quill về với ông sau cái chết của Meredith. Nhưng Yondu đã không giao và Ego đã tìm kiếm con trai của mình kể từ khi đó. Và ông đã thành công từ khi biết tin một "người phàm" tay không cầm đá vô cực khá lâu mà vẫn sống. Ông dạy cho Quill cách sử dụng năng lượng của Celestial. Cùng lúc đó, Nebula đến hành tinh của Ego và lại cố gắng giết Gamora, nhưng cả hai phải bắt tay nhau một cách miễn cưỡng khi họ tình cờ phát hiện một hang động chứa đầy hài cốt. Ego tiết lộ cho Quill rằng trong những chuyến du hành của mình, ông đã gieo mỗi hạt giống ở hàng ngàn thế giới để có thể biến chúng thành những một phần của chính mình, nhưng những hạt giống này chỉ có thể được kích hoạt bởi sức mạnh kết hợp của hai Celestial. Để đạt được điều đó, ông đã quan hệ với vô số phụ nữ trên hàng ngàn thế giới và thuê Yondu để thu thập các đứa bé, nhưng tất cả trước Quill đều bị giết khi chúng không mang gen của Celestial. Dưới ảnh hưởng bởi sức mạnh và sự dụ dỗ của Ego, Quill vô thức giúp Ego kích hoạt hạt giống trên mọi hành tinh. Nhưng khi Ego thú nhận đã đặt khối u vào não Meredith chỉ để tập trung vào âm mưu của ông ta, Quill tỉnh ngộ và tức giận chống lại bố mình, nhưng sớm bị Ego khống chế.
Mantis, người hầu cận ngây thơ của Ego, tới lúc này mới nhận thức sự việc và cảnh báo Drax, Gamora và Nebula về âm mưu của Ego. Trên đường đi, Rocket và Groot cũng được Yondu kể chuyện này. Các Vệ binh được tái hợp nhằm tìm cách tiếp cận bộ não Ego ở lõi của hành tinh và chống lại các máy bay không người lái của Sovereign. Rocket làm một quả bom bằng cách sử dụng pin bị đánh cắp, mà Groot đặt vào não của Ego. Quill chiến đấu với Ego với sức mạnh của một Celestial mới để giúp những Vệ binh khác và Mantis trốn thoát. Bom phát nổ đã giết chết Ego, làm tan rã hành tinh và sức mạnh Celestial của Quill cũng tan biến. Vì mặt nạ của Quill bị phá hủy trong trận chiến nên Yondu nhường bộ đồ không gian của mình để cứu Quill. Đến đây, anh hiểu ra rằng Yondu mới là "bố" thực sự của mình. Sau khi hòa giải với Gamora, Nebula rời khỏi và vẫn đi truy nã Thanos. Các Vệ binh tổ chức một tang lễ cho Yondu, có sự tham dự của hàng chục tàu Ravager, đã thừa nhận sự hy sinh của Yondu và chấp nhận ông trở lại là một Ravager.
Trong một loạt các cảnh after-credits, Kraglin giữ lại mũi tên của Yondu và học cách điều khiển nó, nhưng vô tình đâm trúng Drax; nhà lãnh đạo Ravager Stakar Ogord đoàn tụ với các đồng đội cũ; Groot bắt đầu phát triển trở lại kích thước bình thường, thể hiện hành vi của một thiếu niên điển hình trong quá trình này; Ayesha tạo ra một sinh vật nhân tạo mới với kế hoạch tiêu diệt nhóm Vệ binh, đặt tên là Adam Warlock.

## Diễn viên

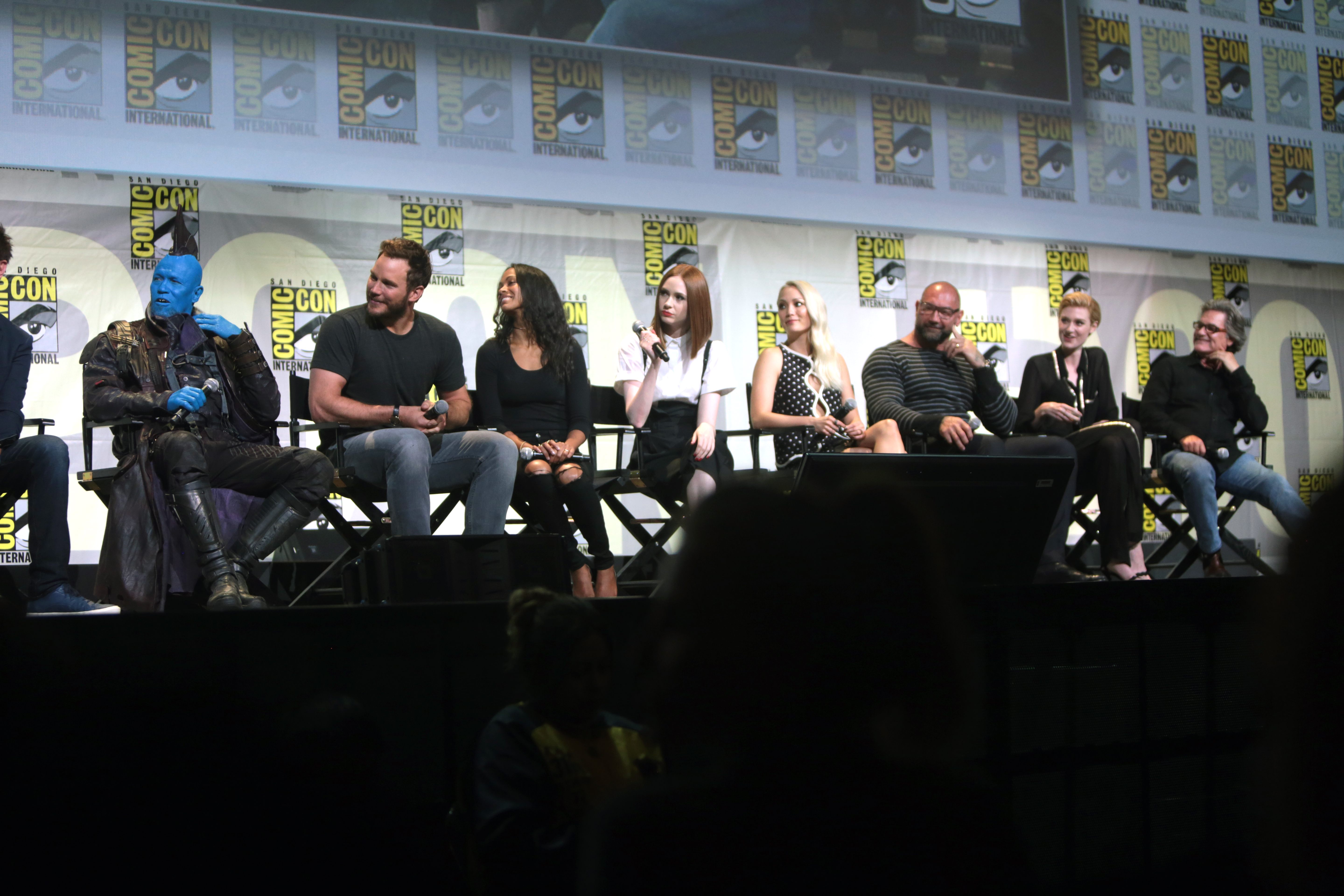
Từ trái sang phải: Dàn diễn viên Rooker, Pratt, Saldana, Gillan, Klementieff, Bautista, Debicki và Russell quảng bá cho phim tại sư kiện San Diego Comic Con International 2016

- Chris Pratt trong vai Peter Quill / Star-Lord:  Người lãnh đạo nửa người, nửa Celestial của Đội Vệ binh dải Ngân hà, người bị bắt cóc khỏi Trái đất khi còn nhỏ và được nuôi dưỡng bởi một nhóm trộm và buôn lậu người ngoài hành tinh gọi là Ravagers. Pratt, người trở lại như một phần của hợp đồng nhiều phim với Marvel, cho biết Quill giờ đây đã nổi tiếng khắp "thiên hà vì đã cứu rất nhiều người ... Anh ấy cảm thấy như mình là một phần của nhóm này, một nhà lãnh đạo của nhóm này. Anh ấy có trách nhiệm hơn một chút và cố gắng tránh xa rắc rối, nhưng không nhất thiết phải làm tốt nhất công việc." Pratt nói rằng làm việc trong bộ phim buộc anh phải chấp nhận cái chết của cha mình. Wyatt Oleff một lần nữa vào vai Quill lúc nhỏ.
- Zoe Saldaña trong vai Gamora: Một thành viên của Đội bảo vệ và một đứa trẻ mồ côi từ một thế giới xa lạ tìm kiếm sự cứu chuộc cho những tội ác trong quá khứ của cô. Cô được Thanos huấn luyện để trở thành sát thủ riêng của hắn. Saldaña mô tả vai trò của Gamora trong đội là "tiếng nói của lý trí", nói rằng, "Cô ấy bị bao quanh bởi tất cả những anh chàng ngốc nghếch như vậy nửa thời gian,"  và nói thêm rằng cô ấy là "Mẹ" của đội, nói rằng cô ấy "chỉ là một cá nhân tỉ mỉ, chi tiết, chuyên nghiệp."  Về mối quan hệ của Gamora với Nebula, Saldaña mô tả nó là "dễ bay hơi" và nói thêm, "chúng tôi đang bắt đầu ở một nơi nào đó rất điên rồ nhưng phù hợp với nơi chúng tôi đã kết thúc mọi thứ trong phần đầu tiên".
- Dave Bautista trong vai Drax the Destroyer: Một thành viên của Đội Vệ binh và chiến binh có tay nghề cao. Bautista chờ đợi phiên bản cuối cùng của kịch bản không làm mất đi "điều kỳ diệu", điều mà anh cảm thấy đã xảy ra khi đọc những bản nháp ban đầu của bộ phim đầu tiên. Anh ấy nói thêm rằng "Tôi không phát điên với phần của mình [trong Tập 2, ban đầu]. Nó đi theo một hướng khác với những gì tôi nghĩ rằng họ sẽ đi với Drax," lưu ý rằng anh ấy không "nghĩ Drax. ý nghĩa đó trong phim ". Phần "bấm nút" cho Bautista sau khi đọc bảng cùng dàn diễn viên khác. Bautista gọi Drax là "hài hước hơn, bị điều khiển" hơn trong bộ phim đầu tiên, và có "cảm giác ngây thơ và đau lòng về anh ta",  mặc dù "nhận thức đầu tiên của hầu hết mọi người về Drax [rằng] anh ta chỉ là một kẻ vũ phu, to lớn". Trang điểm của Bautista chỉ mất 90 phút để trang điểm, giảm so với bốn giờ cho bộ phim đầu tiên. Anh ấy sẽ phải ngồi trong phòng tắm hơi vào cuối ngày để tẩy trang, sau khi kiểm tra trang điểm của anh ấy được phát hiện là quá "mài mòn".
- Vin Diesel trong vai Baby Groot: Một thành viên của Vệ binh là người giống cây và là đồng phạm của Rocket. Nhân vật bắt đầu lớn lên từ một cây non ở cuối phần phim đầu tiên, và James Gunn có ý định cho anh ta trưởng thành hoàn toàn trong phần tiếp theo. Gunn cuối cùng đã quyết định giữ anh ta là "Baby Groot", đó là một trong những lý do khiến bộ phim được lấy bối cảnh chỉ vài tháng sau phần đầu tiên.  Gunn mô tả Baby Groot là con trai của Groot từ phần phim đầu tiên,  với Diesel giải thích rằng "chúng ta sẽ thấy Groot ngốc nghếch, đáng yêu, [chỉ] gần như đang học hỏi."  Bậc thầy dự luậtRussell Bobbitt đã tạo ra một mô hình tỉ lệ 1: 1 của Baby Groot 10 inch (25 cm) để quay phim, để sử dụng làm tham chiếu ánh sáng và đôi khi làm con rối để các diễn viên tương tác.  Vì Groot chỉ giao tiếp bằng cụm từ "Tôi là Groot" trong nhiều cách khác nhau, Gunn đã tạo ra một "Phiên bản Groot" của kịch bản cho chính anh và Diesel, trong đó có mỗi câu thoại của Groot bằng tiếng Anh.  Diesel sử dụng âm vực cao hơn trong giọng nói của anh ấy cho Baby Groot, được cao độ từ bảy đến chín nửa cung tùy thuộc vào từng giai điệu. Anh ấy cũng phân phối các dòng một cách chậm rãi để tránh bất kỳ vấn đề kéo dài thời gian.  Diesel đã thu âm giọng nói của Groot cho mười sáu bản phát hành bằng tiếng nước ngoài của bộ phim (tăng từ sáu trong phần đầu tiên). cung cấp tài liệu tham khảo tại chỗ cho Groot vị thành niên trong trình tự sau tín dụng.
- Bradley Cooper trong vai Rocket: Một thành viên của Vệ binh là một thợ săn tiền thưởng, lính đánh thuê dựa trên cơ sở gen gấu trúc được biến đổi gen và là bậc thầy về vũ khí và chiến thuật chiến đấu. Sean Gunn một lần nữa đóng vai trò hỗ trợ nhân vật trong quá trình quay phim,  với sự thể hiện của Cooper cũng được tham khảo. Sean Gunn nói rằng "Rocket có cùng một kiểu khủng hoảng niềm tin [mà anh ấy đã trải qua trong bộ phim đầu tiên] về việc liệu anh ấy có thuộc về gia đình này hay không", James Gunn nói thêm, "đây thực sự là về việc Rocket phải chấp nhận vị trí của mình trong một nhóm người, điều này có vẻ như là một ý tưởng hay" khi họ là anh hùng cùng nhau ở cuối bộ phim đầu tiên, nhưng bây giờ "anh ấy chỉ không thoải mái lắm với ý tưởng". Feige nói rằng mối quan hệ giữa Rocket và Groot đã thay đổi, nói rằng, "Groot là người bảo vệ Rocket trong bộ phim đầu tiên, [và bây giờ] Rocket là người bảo vệ Groot."
- Michael Rooker trong vai Yondu Udonta: Một kẻ bí mật da xanh của Ravagers, là người cha của Quill và là thành viên của Vệ binh. Anh ta cũng là phó cũ của Ayesha. Yondu có vây đầu lớn hơn trong phim, để trông gần giống với nhân vật trong truyện tranh của anh ấy hơn, và Rooker đã làm việc với bộ phận phục hình để thêm những khoảng trống cho răng giả của anh ấy, "giống như răng thật", để giúp anh ấy huýt sáo như nhân vật. Rooker giải thích rằng, đối với phần tiếp theo, Gunn "muốn mọi người trải nghiệm sâu hơn những gì Yondu đang nghĩ và cảm giác của anh ấy - một Yondu nghiêm túc hơn." Rooker lưu ý mối quan hệ phức tạp giữa Yondu và Quill, nơi "chúng tôi không đồng ý về mọi thứ ... họ thường xuyên chửi bới nhau [nhưng] Yondu thực sự quan tâm đến đứa trẻ này."  Gunn đã miễn cưỡng giết Yondu trong phim, nhưng cuối cùng cảm thấy rằng "đây là câu chuyện về tình yêu của một người cha dành cho con trai mình, tình yêu cuối cùng của anh ấy, tình yêu đến mức anh ấy hy sinh bản thân vì điều đó, và Yondu là như vậy." Ông ấy 100% là cha của Peter Quill "mặc dù Ego là cha ruột của Quill.  Trước khi phát hành Vol. 2 ,(2018) để chống lại tin đồn rằng lý do nhân vật của anh ấy sẽ không xuất hiện trong bộ phim đó là anh ấy sẽ chết trong bộ phim này.
- Karen Gillan trong vai Nebula: Con gái nuôi của Thanos, người được nuôi dưỡng với Gamora như chị em gái và là thành viên bất đắc dĩ của Đội bảo vệ. Gillan nói rằng bộ phim sẽ khám phá thêm về mối quan hệ chị em giữa Nebula và Gamora, bao gồm cả câu chuyện hậu trường của họ "và những gì đã xảy ra với hai cô gái này khi lớn lên và thực sự điều đó kinh khủng như thế nào đối với họ và nó đã hủy hoại mối quan hệ của họ như thế nào" ,  nói thêm "chúng tôi [cũng] sẽ bắt đầu xem [Thanos] đã thực sự gây ra bao nhiêu đau đớn cho [Nebula] ... chúng tôi thực sự bắt đầu thấy vết nứt tình cảm trong nhân vật của cô ấy". Trong khi Gillan phải cạo đầu cho phần phim đầu tiên, cô chỉ cạo một nửa đầu cho phần tiếp theo, loại bỏ phần bên dưới và để lại phần trên.  Thời gian trang điểm của Gillan mất hai tiếng rưỡi, giảm so với năm tiếng cho bộ phim đầu tiên.
- Pom Klementieff vai Mantis: Một thành viên của Đội bảo vệ có sức mạnh thấu cảm sống cùng Ego.  Nhà sản xuất điều hành Jonathan Schwartz cho biết nhân vật này "chưa bao giờ thực sự trải nghiệm tương tác xã hội", và học về "sự phức tạp trong xã hội" từ các Hộ vệ khác.  Klementieff nói thêm, "Cô ấy thực sự cô đơn và một mình, vì vậy việc gặp gỡ những người này và khám phá những điều mới mẻ là một điều hoàn toàn mới", so sánh điều này với một đứa trẻ mắc sai lầm khó xử trong các tình huống xã hội. Mantis và Drax có một mối quan hệ khá "thú vị" trong phim do cả hai đều "lẻ bóng".  Steve Englehart, Đồng sáng tạo của Mantis, đã thất vọng với vai diễn của nhân vật, nói, "Nhân vật đó không liên quan gì đến Mantis ... Tôi thực sự không biết tại sao bạn lại chọn một nhân vật đặc biệt như Mantis và làm nhân vật hoàn toàn khác và vẫn gọi cô ấy là Mantis. "
- Elizabeth Debicki trong vai Ayesha: Nữ tư tế vàng và là thủ lĩnh của dân tộc Chủ quyền, một chủng tộc được biến đổi gen "vàng và hoàn hảo và muốn trở nên hoàn hảo về thể chất và tinh thần." Gunn đã "rất cụ thể" khi viết nhân vật, và sau khi đạo diễn tuyển chọn Sarah Finn gợi ý Debicki, Gunn "biết ngay rằng cô ấy là người". Gunn làm nổi bật vẻ đẹp và chiều cao 1,91 m của nữ diễn viên. Debicki đã đi giày bệt để tăng chiều cao của cô lên 6 ft 7 in (2,01 m).
- Chris Sullivan trong vai Taserface: Thủ lĩnh của một nhóm kỳ quặc của Ravagers.  Gunn ban đầu đăng một bức ảnh của nhân vật truyện tranh trên mạng xã hội của mình sau khi hạ cánh Guardians of the Galaxy, gọi anh là "nhân vật ngu ngốc nhất mọi thời đại" và nói rằng anh sẽ không bao giờ đưa nhân vật này lên phim. Sau khi quyết định sử dụng nhân vật này trong phần tiếp theo, Gunn cảm thấy nhân vật này đã tự đặt cho mình cái tên Taserface và là "một kẻ ngu ngốc thực sự". Thời gian trang điểm của Sullivan mất từ hai tiếng rưỡi đến ba tiếng rưỡi để trang điểm mỗi ngày.
- Sean Gunn trong vai Kraglin Obfonteri:  Chỉ huy thứ hai của Yondu trong Ravagers. Kraglin có một vai trò mở rộng hơn so với bộ phim trước — Sean Gunn giải thích, "Trong bộ phim đầu tiên, anh ấy đã làm rất nhiều khi chỉ nói đồng ý và ở bên cạnh Yondu, nhưng trong bộ phim này, mọi thứ có một chút khác biệt vì Kraglin có một chút khủng hoảng về lương tâm và phải quyết định xem liệu anh ta sẽ gắn bó với Yondu hay tham gia lực lượng với nhóm dị nhân ngày càng tăng. "
- Sylvester Stallone trong vai Stakar Ogord: Một Ravager cấp cao có mối hận với Yondu.  Stallone ví mối quan hệ của nhân vật của mình với Yondu giống như mối quan hệ cha con, và gọi cuộc đối đầu giữa họ trong phim là "khá căng thẳng".  Để Stakar chấp nhận Yondu làm Ravager ở cuối phim, Gunn yêu cầu Stallone chuyển dòng "Điều đó sẽ làm, con heo" từ bộ phim Babe .  Gunn mô tả Stakar là "rất quan trọng đối với Vũ trụ Marvel",  và nói rằng "kế hoạch của chúng tôi là nhìn thấy nhiều Stallone hơn" trong các bộ phim MCU trong tương lai, mặc dù khi đó ông không chắc liệu điều đó có bao gồm Vol. 3 .
- Kurt Russell vai Ego: Một Celestial cổ đại là cha của Quill. Pratt là người đầu tiên đề nghị với Gunn rằng anh ấy nên cân nhắc vai diễn Russell; anh ấy miêu tả một hình đại diện của Ego, người thường thấy trong truyện tranh ở dạng "Hành tinh sống" của mình. Russell đánh giá cao lý do tại sao anh ấy được muốn cho vai diễn này sau khi chứng kiến màn trình diễn của Pratt trong bộ phim đầu tiên, cảm thấy "Đó là anh chàng tử tế của tôi. Tôi biết kiểu ngốc đó đến từ đâu." Anh ấy nói thêm, "Tôi mang đến những điều phù hợp [từ các vai diễn trước đây] ... Tôi kết nối các dấu chấm từ một số điều tôi đã làm trong quá khứ." Ego thay thế cha đẻ truyện tranh gốc của Quill của J'son ,và được phép sử dụng trong phim sau khi 20th Century Fox đạt được thỏa thuận với Marvel Studios để trả lại quyền làm phim của Ego vì đã thay đổi bộ sức mạnh của Negasonic Teenage Warhead , người mà Fox muốn sử dụng trong Deadpool (2016). Gunn ban đầu nghĩ rằng Marvel nắm giữ quyền đối với nhân vật này, và tuyên bố rằng, nếu thỏa thuận với Fox không được thực hiện, thì "không có kế hoạch dự phòng, và sẽ gần như không thể nếu chỉ thả một nhân vật khác vào, "với nhiều công việc được thực hiện xung quanh nhân vật. Đối với phân cảnh mở đầu của bộ phim, lấy bối cảnh năm 1980 tại Missouri, Aaron Schwartz đóng vai trò là gương mặt tham khảo cho Ego trẻ tuổi.

Ngoài ra, đóng lại các vai của họ từ bộ phim đầu tiên là Laura Haddock trong vai Meredith Quill, Gregg Henry trong vai cha cô, Seth Green trong vai Howard the Duck, và chú chó Fred trong vai Cosmo. Các thành viên của đoàn phim Yondu's Ravager xuất hiện trong phim bao gồm Evan Jones trong vai Retch, Jimmy Urine trong vai Half-Nut, Stephen Blackehart trong vai Brahl,  Steve Agee trong vai Gef,  Mike Escamilla trong vai Scrote, Joe Fria trong vai Oblo, Terence Rosemore trong vai Narblik, và Tommy Flanagan trong vai Tullk, cũng như tay trống Charred Walls of the Damned và Howard Stern Show nhân cách Richard Christy trong vai khách mời. Các thành viên khác trong đội cũ của Stakar và Yondu, dựa trên hóa thân gốc trong truyện tranh của Guardians of the Galaxy, bao gồm Michael Rosenbaum trong vai Martinex, Ving Rhames trong vai Charlie-27 và Dương Tử Quỳnh trong vai Aleta Ogord. Cũng bao gồm các nhân vật CG Krugarr và Mainframe, với phần sau được lồng tiếng, trong một vai khách mời chưa được công nhận, bởi Miley Cyrus. Rosenbaum trước đó đã thử vai Peter Quill trong Vol. 1. Gunn chọn Dương Tử Quỳnh vì yêu thích những bộ phim Hồng Kông những năm 1990, và Cyrus sau khi ngưỡng mộ "giọng hát của cô ấy" khi xem cô ấy làm huấn luyện viên The Voice. Anh ấy nói thêm rằng nhóm sẽ trở lại trong các bộ phim MCU trong tương lai cùng với Stakar của Stallone.
Stan Lee xuất hiện như một người cung cấp thông tin cho Watchers, thảo luận về những cuộc phiêu lưu trước đó bao gồm các vai khách mời của anh ấy trong các bộ phim MCU khác; anh ấy đặc biệt đề cập đến thời gian làm nhân viên giao hàng của FedEx, điều này kết nối với vai khách mời của Lee với tư cách là nhân viên giao hàng FedEx trong Captain America: Civil War (2016). Điều này thừa nhận giả thuyết của người hâm mộ rằng Lee có thể thể hiện cùng một nhân vật trong tất cả các vai khách mời của mình,  và Gunn lưu ý rằng "mọi người nghĩ Stan Lee là Người xem và tất cả những vai khách mời này đều là một phần của việc anh ta là Người xem. Vì vậy, Stan Lee với tư cách là một chàng trai đang làm việc cho Watchers là một điều gì đó mà tôi nghĩ là thú vị đối với MCU. " Feige nói thêm rằng Lee "rõ ràng tồn tại, bạn biết đấy, ở trên và ngoài thực tế của tất cả các bộ phim. Vì vậy, khái niệm rằng anh ấy có thể ngồi đó trên một trạm dừng vũ trụ trong cảnh nhảy cổng trong Guardians ... thực sự nói, vì vậy đợi một chút, anh ta chính là nhân vật xuất hiện trong tất cả những bộ phim này? "  Lee đã quay nhiều phiên bản khác nhau của cảnh này, bao gồm cả một cảnh thay thế mà anh ấy đề cập đến vai trò của mình trong Deadpool , đây sẽ là sự thừa nhận đầu tiên của loạt phim X-Men bởi một bộ phim MCU.  Gunn sau đó thừa nhận rằng tham chiếu Civil War là một lỗi liên tục , đưa ra Vol. 2lấy bối cảnh trước các sự kiện của Nội chiến , với câu nói, "Tôi đã bị hỏng; Tôi không nghĩ đến. Nhưng tôi sẽ nói rằng có lẽ Stan Lee đã sử dụng chiêu bài của một gã FedEx nhiều hơn một lần."
David Hasselhoff xuất hiện với tư cách là chính mình, khi Ego thay đổi hình dạng để giống anh ấy,  trong khi Rob Zombie một lần nữa có giọng nói của Ravager. Cảnh Jeff Goldblum nhảy múa với tư cách là Grandmaster trong bộ phim Thor: Ragnarok (2017) được sử dụng ngắn gọn trong phần cuối của phần credit, với Feige giải thích rằng Marvel "đặc biệt nghĩ rằng sẽ rất vui khi đưa nó vào đó" kể từ phiên bản truyện tranh của Grandmaster là anh trai của Collector, người đã xuất hiện trong bộ phim Guardians đầu tiên. Ben Browder, ngôi sao của loạt phim Farscape, trong đó Gunn là một người hâm mộ cuồng nhiệt, đóng vai trò là Đô đốc Chủ quyền. Molly Quinn xuất hiện trong vai Howard the Duck's date. Jim Gunn Sr. và Leota Gunn, cha mẹ của James và Sean Gunn, cũng xuất hiện trong phim với tư cách là một cặp vợ chồng già trên Trái đất. Jimmy Kimmel Trực tiếp! Guillermo Rodriguez của đạo diễn xuất hiện không được công nhận trong vai một sĩ quan cảnh sát trên Trái đất khi cây con đang ở dạng địa hình.

## Sản xuất

### Phát triển

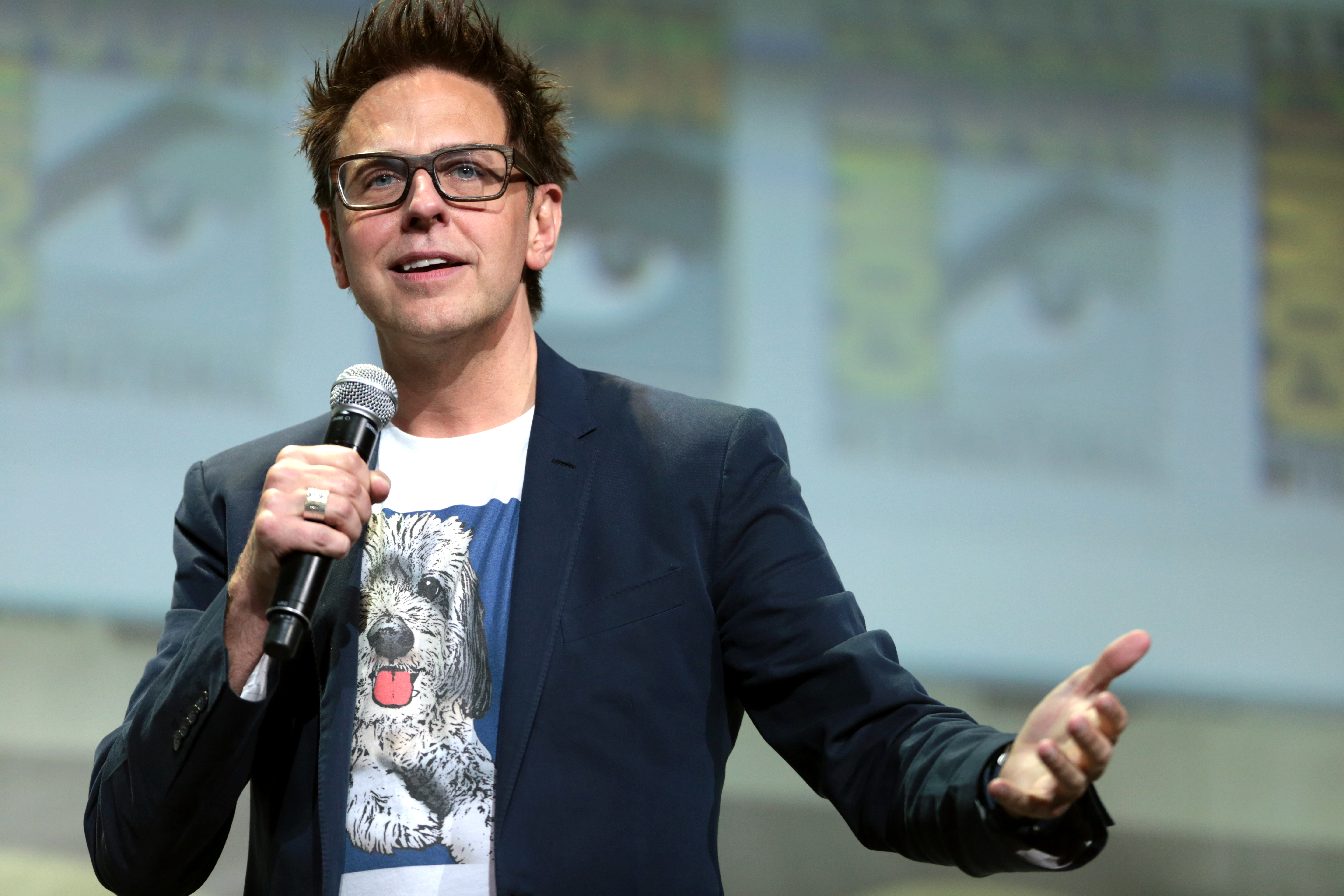
Đạo diễn James Gunn phát biểu tại sự kiện San Diego Comic-Con International 2016, quảng bá cho Vệ binh dải Ngân Hà 2.

Tháng 5 năm 2014, Bob Iger, CEO của hãng Disney có phát biểu về tương lai của Vệ binh dải Ngân Hà, "Chúng tôi đang hướng tới việc giới thiệu đến thế giới một cốt truyện Marvel kỳ ảo hơn, với dàn diễn viên tuyệt vời và những nhân vật mới trong Vệ binh dải Ngân Hà... Chúng tôi tin rằng đây sẽ là một thương hiệu vô cùng tiềm năng." Ông cũng nhấn mạnh thêm rằng mục đích cuối cùng của họ là tạo ra "một bộ phim Avengers khác". James Gunn, đạo diễn và đồng biên kịch của Vệ binh dải Ngân Hà, tiết lộ rằng, nếu phần phim tiếp nối được thực hiện, anh sẽ rất vui khi được trở lại. Tháng kế tiếp, nhà sản xuất Kevin Feige bổ sung, "nếu [Vệ binh dải Ngân Hà] thành công, nếu khán giả chấp nhận đi xem bộ phim, chắc chắn sẽ có chỗ đứng cho [thương hiệu này] và chúng tôi đã có những ý tưởng cho việc tiếp nối nó" nhờ tuyến nhân vật rộng lớn, các thế giới và cốt truyện lấy từ bộ truyện tranh Guardians.
Tháng 7 năm 2014, nhà đồng biên kịch của Guardians of the Galaxy Nicole Perlman đã lên tiếng xác nhận rằng phần phim thứ hai sẽ được thực hiện nhờ các bình luận tích cực phần đầu tiên nhận được tại Disney, đồng thời cô cũng tiết lộ rằng Gunn sẽ trở lại với công tác biên kịch và đạo diễn cho phim. Tại sự kiện San Diego Comic-Con International 2014, ngày công chiếu của phim được đưa ra là 28 tháng 4 năm 2017. Một tháng sau, Gunn tiết lộ rằng anh đã bắt đầu thực hiện những công việc đầu tiên cho phần hai, và "sẽ có thêm ít nhất một Vệ binh nữa từ truyện tranh" xuất hiện trong bộ phim. Vào tháng 10, Gunn xác nhận rằng cả năm nhân vật Vệ binh cùng với một số nhân vật khác trong phần phim đầu sẽ đều trở lại, và lịch công chiếu của phim sẽ rời sang ngày 5 tháng 5 năm 2017. Tháng kế đó, Michael Rooker xác nhận ông sẽ trở lại với vai diễn Yondu, và đang rất háo hức để khám phá những khía cạnh mới của nhân vật này; Chris Pratt cũng xác nhận phần phim thứ hai sẽ là một trong các dự án sắp tới mà anh tham gia thực hiện; và Bradley Cooper cũng bày tỏ sự háo hức khi được hỏi về việc trở lại với vai diễn Rocket trong phần phim tiếp theo.
Tháng 3 năm 2015, Gunn tiết lộ rằng phim sẽ được bấm máy tại Atlanta, Georgia với "nhiều thay đổi lớn về đội ngũ thực hiện", và em trai anh, Sean Gunn, sẽ trở lại với vai diễn Kraglin cùng với Karen Gillan vào vai Nebula. Anh cũng giải thích thêm về mối quan hệ công việc của mình với hãng Marvel, "Chúng tôi có một mối quan hệ tốt đẹp khi mà họ để cho tôi tự thực hiện mọi thứ, và tôi cũng lắng nghe những góp ý và ý tưởng của họ một cách nhập tâm. Tôi chưa từng được họ bảo là phải thêm nhân vật này hay tình tiết kia vào bộ phim... Khi [Marvel] tin tưởng bạn—và tôi nghĩ rằng tôi đã có được niềm tin từ họ trong suốt vài năm qua—họ sẽ cho bạn một chỗ đứng... chúng tôi chỉ là rất hợp nhau." Vin Diesel sau đó cũng xác nhận việc tiếp tục trở lại với nhân vật Groot, và một tháng sau Gunn xác nhận phần phim này sẽ được công chiếu với định dạng 3D.

### Tiền kỳ
Ngày 2 tháng 6 năm 2015, Gunn xác nhận trên mạng xã hội rằng anh đã thực hiện xong bản thảo kịch bản đầu tiên, và tên của phần phim mới sẽ chỉ đơn giản là "Guardians of the Galaxy 2". Cùng tuần đó, anh xác nhận việc trở lại của dàn diễn viên Zoe Saldana, Dave Bautista, và Cooper trong vai Gamora, Drax, và Rocket. Cuối tháng đó, Gunn xác nhận tên chính thức của phim sẽ được đổi thành "Guardians of the Galaxy Vol. 2", và anh cũng nói thêm rằng anh đã "nghĩ ra rất NHIỀU cái tên cho phần 2. Nhưng bởi vì 'Guardians of the Galaxy' nghe đã rất vần điệu rồi, nên sẽ khá là dị khi thêm vào đằng sau nó một vài cụm từ ngữ. Tôi thích "Vol. 2" nhất, đó là cái tên khiến tôi bị kẹt lại trên bìa của tập kịch bản—và, may mắn thay, [Marvel] thích nó."

### Quay phim
Phim được bấm máy trước từ ngày 11 tháng 2 năm 2016 tại Pinewood Atlanta Studios ở Quận Fayette, Georgia dưới tên sản xuất Level Up, với Henry Braham trong vai trò nhà quay phim và Scott Chambliss là nhà thiết kế sản xuất. Gunn nói rằng nhiều người trong đội ngũ thực hiện ohaanf phim đầu tiên, như nhà quay phim Ben Davis và nhà thiết kế sản xuất Charles Wood, đã ký hợp đồng làm việc cho dự án phim Phù thủy tối thượng, và do thay đổi muộn về lịch sản xuất, họ không thể thực hiện Vệ binh dải Ngân Hà 2. Vệ binh dải Ngân Hà 2 là phim điện ảnh đầu tiên được quay bằng máy quay có độ phân giải màn hình 8K, chiếc Red Weapon 8K. Các cảnh quay bổ sung được quay bằng máy quay IMAX theo tỉ lệ khung hình.

## Âm nhạc
Cho tới tháng 8 năm 2014, Gunn đã có "một vài ý tưởng được đề ra, nhưng không có gì chắc chắn cả" cho những bài hát sẽ xuất hiện trong tuyển tập nhạc Awesome Mix Vol. 2 của Quill, và anh cảm thấy "có một chút áp lực với album nhạc phim khi mà rất nhiều người yêu thích album nhạc phim của phần đầu tiên và chúng tôi đã nhận được đĩa bạch kim và nhiều thứ khác. Nhưng tôi có cảm giác rằng âm nhạc của phần thứ hai sẽ hay hơn." Tới tháng 6 năm 2015, Gunn đã lựa chọn xong tất cả các bài hát cho Awesome Mix Vol. 2, và đang lồng ghép chúng vào kịch bản. Gunn gọi Awesome Mix Vol. 2 "phong phú hơn" phần đầu tiên, với "một số bài hát nổi tiếng đáng kinh ngạc và các bài hát mà người ta chưa từng nghe đến." Nhà soạn nhạc Tyler Bates cũng trở lại để thực hiện phần nhạc nền cho phim vào tháng 8 năm 2015. Giống như với Vệ binh dải Ngân Hà, Bates thực hiện một vài bản nhạc nền trước để Gunn co thể quay phim cho khớp với phần nhạc. Công tác thu âm cho phần nhạc nền bắt đầu vào tháng 1 năm 2017 tại Abbey Road Studios. Guardians of the Galaxy Vol. 2: Awesome Mix Volume 2, cùng với album nhạc nền phim của Bates đều được phát hành cùng ngày 21 tháng 4 năm 2017. Phiên bản cassette của Awesome Mix Volume 2 được bày bán vào ngày 23 tháng 6 năm 2017, trong khi phiên bản vinyl LP bao gồm cả album Awesome Mix Volume 2 và phần nhạc nền của Bates được phát hành vào ngày 11 tháng 8 năm 2017.

## Phát hành

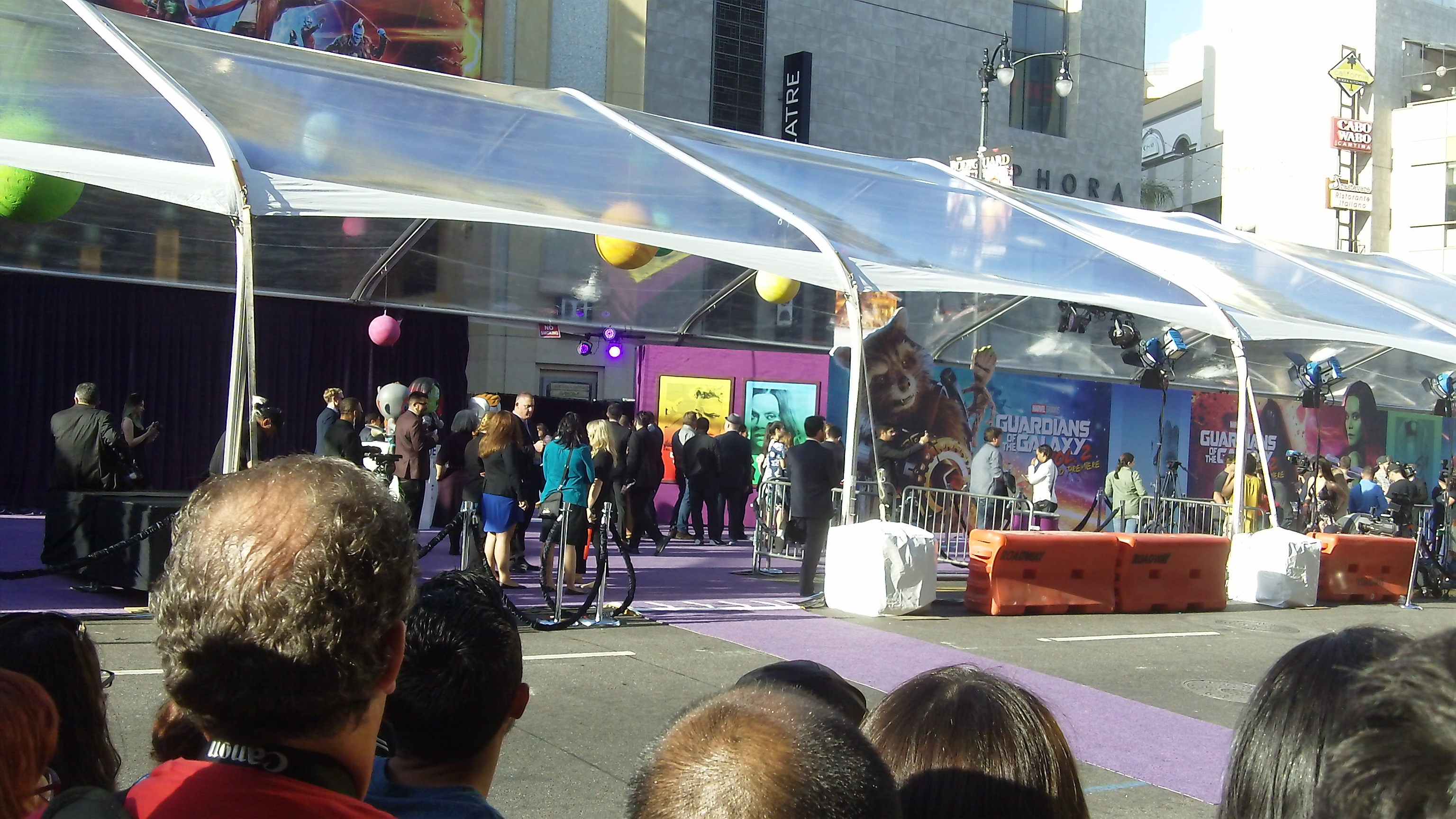
Buổi ra mắt Vệ binh dải Ngân Hà 2 tại Rạp Dolby ở Hollywood, California.

Vệ binh dải Ngân Hà 2 được ra mắt tại Tokyo vào ngày 10 tháng 4 năm 2017, và ra mắt Hollywood vào ngày 19 tháng 4 năm 2017 tại Rạp Dolby. Phim được bắt đầu công chiếu tại các thị trường quốc tế vào ngày 25 tháng 4, mở đầu tại Úc, New Zealand và Ý, vào ngày 28 tháng 4 tại Việt Nam, cùng với tổng cộng 37 thị trường khác trong tuần lễ đầu tiên, trong đó có 176 phòng chiếu IMAX tại 35 thị trường. Vệ binh dải Ngân Hà 2 được công chiếu tại Bắc Mỹ vào ngày 5 tháng 5 năm 2017 tại 4.347 rạp chiếu, trong đó có 3.800 rạp 3D, 388 phòng chiếu IMAX và IMAX 3D, 588 định dạng màn ảnh rộng đặc biệt, và 194 hệ thống rạp D-Box. Phim được ra mắt tại Trung Quốc với 400 rạp chiếu IMAX, số rạp lớn nhất tại quốc gia này. Phim ban đầu được lên lịch khởi chiếu vào ngày 28 tháng 7 năm 2017. Vào ngày 4 tháng 5 năm 2017, 550 rạp chiếu phim ở Mỹ đồng loạt mở sự kiện Guardians of the Galaxy RealD trước suất chiếu sớm của Vệ binh dải Ngân Hà 2. Các khách mời tới dự sự kiện đều được nhận một áp phích độc quyền và một bộ huy hiệu quà tặng.

## Tiếp nhận

### Doanh thu phòng vé
Tính đến  ngày 23 tháng 7 năm 2017, Vệ binh dải Ngân Hà 2 đã thu về tổng cộng $389,8 triệu USD tại khu vực Mỹ và Canada, và $473,7 triệu USD tại các quốc gia và vùng lãnh thổ khác, đưa tổng mức doanh thu toàn cầu lên tới $863,6 triệu USD. Tính tới dịp cuối tuần của Lễ Chiến sĩ trận vong, phim đã thu về tổng cộng 783,3 triệu USD toàn cầu, vượt mốc doanh thu 773 triệu USD của phần phim đầu tiên. Một tuần sau đó, bộ phim trở thành phim điện ảnh có doanh thu cao thứ năm trong Vũ trụ Điện ảnh Marvel.

### Đánh giá chuyên môn
Trên hệ thống tổng hợp kết quả đánh giá Rotten Tomatoes, phim nhận được 82% lượng đồng thuận dựa theo 303 bài đánh giá, với điểm trung bình là 7,1/10. Các chuyên gia của trang web nhất trí rằng, "Cốt truyện đậm tính hành động, hình ảnh đáng kinh ngạc và những tình tiết hài hước không liên quan được thêm vào Vệ binh dải Ngân Hà 2 đã tạo ra vô vàn niềm vui—chưa nói đến việc chúng vô cùng mới mẻ—y hệt như phần phim trước đó." Trên trang Metacritic, phần phim đạt số điểm 67 trên 100, dựa trên 47 nhận xét, chủ yếu là những lời khen ngợi. Lượt bình chọn của khán giả trên trang thống kê CinemaScore cho phần phim điểm "A" trên thang từ A+ đến F.